# Đội tuyển bóng đá quốc gia Cộng hòa Trung Phi
Đội tuyển bóng đá quốc gia Cộng hòa Trung Phi là đội tuyển cấp quốc gia của Cộng hòa Trung Phi do Liên đoàn bóng đá Cộng hòa Trung Phi quản lý.

## Danh hiệu
- Vô địch Cúp UNIFFAC: 1

Vô địch: 2009

## Thành tích tại giải vô địch thế giới
- 1930 đến 1974 - Không tham dự
- 1978 - Bỏ cuộc
- 1982 - Bị loại ngay ở vòng loại
- 1986 đến 1998 - Không tham dự
- 2002 - Không vượt qua vòng loại
- 2006 đến 2010 - Bỏ cuộc
- 2014 đến 2022 - Không vượt qua vòng loại

## Cúp bóng đá châu Phi
- 1957 đến 1972 - Không tham dự
- 1974 - Bị loại ngay ở vòng loại
- 1976 - Bỏ cuộc
- 1978 đến 1986 - Không tham dự
- 1988 - Không vượt qua vòng loại
- 1990 đến 1994 - Không tham dự
- 1996 - Bỏ cuộc
- 1998 - Bị loại ngay ở vòng loại
- 2000 - Bỏ cuộc
- 2002 - Không vượt qua vòng loại
- 2004 - Không vượt qua vòng loại
- 2006 - Bỏ cuộc
- 2008 - Không tham dự
- 2010 - Bỏ cuộc
- 2012 đến 2023 - Không vượt qua vòng loại

## Đội hình
Đội hình dưới đây được triệu tập tham dự vòng loại World Cup 2022 gặp Cabo Verde và Liberia vào tháng 11 năm 2021.
Số liệu thống kê tính đến ngày 16 tháng 11 năm 2021 sau trận gặp Liberia.
| Số | VT | Cầu thủ                | Ngày sinh (tuổi)  | Trận | Bàn | Câu lạc bộ             |
| -- | -- | ---------------------- | ----------------- | ---- | --- | ---------------------- |
| 1  | TM | Prince Samolah         | 5 tháng 9, 1985   | 13   | 0   | EFC5 de Bangui         |
| 22 | TM | Emmanuel Takolingba    | 24 tháng 10, 2001 | 1    | 0   | AS Tempête Mocaf       |
|    |    |                        |                   |      |     |                        |
| 2  | HV | Saint-Cyr Ngam Ngam    | 27 tháng 1, 1993  | 27   | 0   | DFC8                   |
| 3  | HV | Flory Yangao           | 13 tháng 1, 2002  | 9    | 0   | Olympic Real de Bangui |
| 5  | HV | Sadock Ndobé           | 9 tháng 9, 1998   | 11   | 0   | AS Tempête Mocaf       |
|    | HV | Sidney Dambakizi       | 7 tháng 3, 1996   | 2    | 0   | Anges de Fatima        |
| 20 | HV | Thibault Ban           | 13 tháng 8, 1996  | 7    | 0   | Anges de Fatima        |
| 21 | HV | Peter Guinari          | 2 tháng 6, 2001   | 5    | 0   | Pipinsried             |
|    | HV | Freeman Niamathé       | 12 tháng 3, 1999  | 6    | 0   | Anges de Fatima        |
|    |    |                        |                   |      |     |                        |
| 6  | TV | Melky Ndokomandji      | 26 tháng 8, 1997  | 4    | 0   | Olympic Real de Bangui |
| 7  | TV | Tresór Toropité        | 31 tháng 7, 1994  | 13   | 2   | AS Tempête Mocaf       |
| 8  | TV | Junior Gourrier        | 12 tháng 4, 1992  | 22   | 4   | DFC8                   |
|    | TV | Cyrus Stéphane Grengou | 10 tháng 4, 1997  | 2    | 0   | SCAF Tocages           |
| 13 | TV | Isaac Ngoma            | 9 tháng 12, 2002  | 5    | 2   | Anges de Fatima        |
| 18 | TV | Jospin Gaopandia       | 19 tháng 4, 2000  | 8    | 0   | Anges de Fatima        |
| 19 | TV | Brad Pirioua           | 6 tháng 3, 2000   | 1    | 0   | Atlético Porcuna       |
|    |    |                        |                   |      |     |                        |
| 15 | TĐ | Georgino M'Vondo       | 12 tháng 8, 1997  | 8    | 0   | Angoulême              |
| 10 | TĐ | Karl Namnganda         | 8 tháng 2, 1996   | 5    | 1   | Les Herbiers           |
| 11 | TĐ | Severin Tatolna        | 10 tháng 1, 2002  | 0    | 0   | Skellefteå             |

### Triệu tập gần đây
Các cầu thu dưới đây được triệu tập trong vòng 12 tháng.

| Vt | Cầu thủ             | Ngày sinh (tuổi) | Số trận | Bt | Câu lạc bộ      | Lần cuối triệu tập         |
| -- | ------------------- | ---------------- | ------- | -- | --------------- | -------------------------- |
| TV | Geoffrey Kondogbia  | 15 tháng 2, 1993 | 8       | 1  | Atlético Madrid | v. Rwanda; 7 June, 2021    |
|    |                     |                  |         |    |                 |                            |
| TĐ | Foxi Kéthévoama     | 30 tháng 5, 1986 | 47      | 8  | Balıkesirspor   | v. Burundi; 30 March, 2021 |
| TĐ | Louis Mafouta       | 2 tháng 7, 1994  | 16      | 6  | Neuchâtel Xamax | v. Burundi; 30 March, 2021 |
| TĐ | Toussaint Gombe-Fei | 1 tháng 11, 2001 | 1       | 0  | MFK Vyškov      | v. Burundi; 30 March, 2021 |